# Miguel Planas
Miguel Planas Abad, (Almudévar, Huesca, España, 19 de noviembre de 1945) fue un exfutbolista español que se desempeñaba como centrocampista. Su hermano Javier también jugó al fútbol profesionalmente.

## Clubes
| Club                  | País   | Año       |
| --------------------- | ------ | --------- |
| Real Zaragoza         | España | 1966-1969 |
| CD Castellón          | España | 1971-1974 |
| Burgos Club de Fútbol | España | 1975-1976 |